# Jean Sulpice
Pour les articles homonymes, voir Sulpice.
Jean Sulpice, né le 27 juillet 1978 à Aix-les-Bains, est un chef cuisinier français, deux étoiles au Guide Michelin.

## Biographie

### Apprentissage
D’origine savoyarde, Jean Sulpice est issu d’une famille de restaurateurs.
À 16 ans, il devient apprenti à l’Auberge Lamartine, aux côtés de Jean et Pierre Marin, au Bourget-du-Lac.
Après lui avoir envoyé une candidature spontanée, il entre chez Marc Veyrat. Une étape déterminante dans son parcours culinaire où il se retrouve dans un univers culinaire atypique, entouré de jus émulsionnés et d'infusions de plantes sauvages.
Quatre ans plus tard, il est nommé second dans le restaurant La Ferme de mon Père à Megève. Il y rencontre Magali, sommelière, qui deviendra sa femme.
Il travaille aussi avec Patrick Jeffroy à l’Hôtel de Carantec et Edouard Loubet au Moulin de Lourmarin,

### L'Oxalys à Val Thorens
En 2002, avec Magali, Jean Sulpice s’installe à l’Oxalys, hôtel et résidence de montagne à Val Thorens. Il y tient le restaurant, à plus de 2 300 mètres d’altitude, où l’ébullition de l’eau, la conservation du vin et l’acheminement des produits sont difficiles.
En 2006, Jean Sulpice obtient sa première étoile au Guide Michelin. En 2010, toujours à Val Thorens, il obtient une deuxième étoile.
Entre temps, Jean Sulpice publie son premier livre, Ma Cuisine de Savoie, en 2005, puis, en 2008, Altitude 2300 m, où il revient notamment sur le défi d’installer un restaurant gastronomique en haute montagne.
En 2013, l’émission MasterChef fait escale à Val Thorens pour filmer une épreuve. Les candidats ont pour but de reproduire deux plats emblématiques de la cuisine de Jean Sulpice.
Quinze années après le début de l’aventure sur les sommets, Jean Sulpice et sa famille quittent Val Thorens.

### L'Auberge du Père Bise à Talloires
En 2016, Jean et Magali Sulpice deviennent les nouveaux propriétaires d’une maison emblématique de Haute-Savoie : l’Auberge du Père Bise à Talloires, sur les rives du lac d’Annecy. Une illustre maison créée en 1903, plusieurs fois ornée de trois étoiles au Guide Michelin grâce à la cheffe Marguerite Bise (troisième femme à obtenir une troisième étoile, en 1951) et de son fils François Bise.
Il obtient sa deuxième étoile Michelin en 2018.

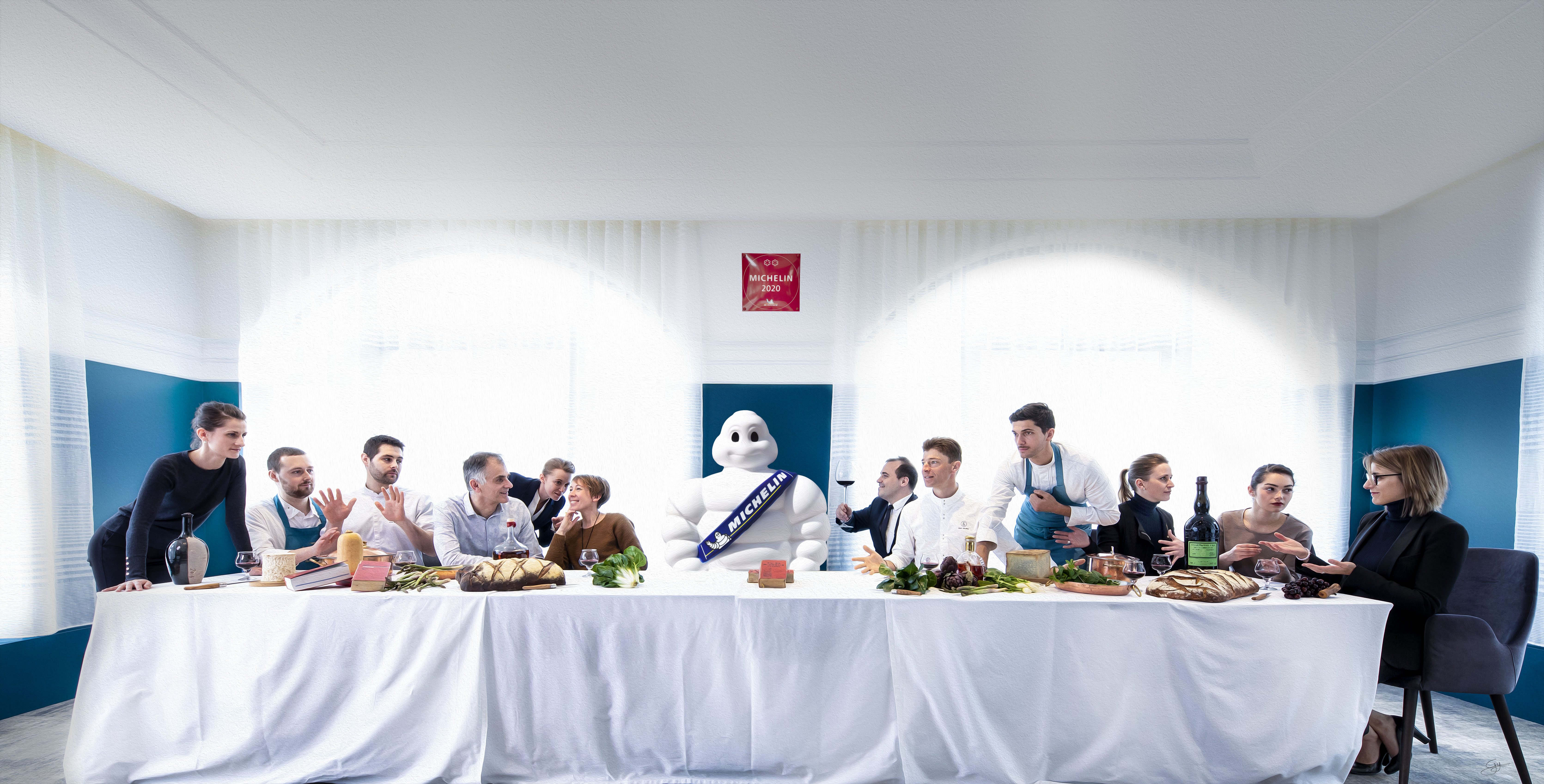
Photo de l'équipe du chef Jean Sulpice avec le bonhomme Michelin au centre, hommage à l'œuvre célèbre de Léonard de Vinci : La Cène.

Le 9 septembre 2020, il publie Jean Sulpice : le chef, l'Auberge et le lac, un livre dans lequel il revient sur sa reprise de l'Auberge du Père Bise et ses ambitions. Il y dévoile également des recettes de sa cuisine ainsi que des plats emblématiques de Marguerite Bise réinterprétés.
Le lac joue un rôle important dans sa cuisine.

## Distinctions
- 2006 : Première étoile au Guide Michelin pour le restaurant l’Oxalys, à Val Thorens.
- 2010 : Seconde étoile au Guide Michelin pour l’Oxalys.
- 2017 : Cuisinier de l’Année 2018 par le Gault et Millau[6].
- 2018 : Deux étoiles au Guide Michelin pour le restaurant l’Auberge du Père Bise, à Talloires[3].
- 2019 : Chevalier de l’ordre national du Mérite[7].
- 2020 : Étoile verte au Guide Michelin pour l’Auberge du Père Bise, qui récompense une gastronomie durable et responsable[8].
- 2023 : L'Auberge a obtenu le label Plastic Free avec une note de 4 étoiles sur 5, témoignant de ses efforts concrets dans la lutte contre la pollution plastique.

## Publications
(avril 2021).
- Jean Sulpice, Ma Cuisine de Savoie, Libris, 1er octobre 2005, 95 pages (ISBN 2-84799-095-X)
- Jean Sulpice, Philippe Boé, Jean-François Mallet, Altitude 2300m, Glénat, 3 décembre 2008, 256 p. (ISBN 2723466914)
- Jean Sulpice, Cuisine en famille, M6 Éditions, octobre 2010, 160 p. (ISBN 978-2359850291)
- Jean Sulpice et Jean-Philippe Durand, D'un Hiver à l'Autre, Glénat, 13 novembre 2013, 224 p. (ISBN 978-2-7234-9576-9)
- Jean Sulpice et Stéphane Meyer, L'Assiette Sauvage, Cherche-Midi, 4 novembre 2015, 220 p. (ISBN 978-2749144443)
- Jean Sulpice et Jacky Durand, Jean Sulpice : le chef, l'Auberge et le lac, Glénat, 2020, 224 p. (ISBN 978-2344038444)